# The Taste/Staffel 5
Die fünfte Staffel von The Taste wurde ab dem 11. Oktober 2017 ausgestrahlt. Christine Henning war erneut für die Moderation verantwortlich. Die Jury bestand wie in der vorigen Staffel aus den Fernsehköchen Alexander Herrmann, Frank Rosin, Cornelia Poletto und Roland Trettl. Gewinnerin der Staffel war Lisa Angermann aus dem Team Alexander Herrmann.

## Casting
Das Casting umfasste in der Fernsehausstrahlung insgesamt 34 Kandidaten. Jeder hatte 60 Minuten Zeit um einen Löffel zuzubereiten, wobei für den Einkauf jeweils 50 Euro zur Verfügung gestellt worden waren. Jeder der vier Juroren entschied nach der Blindverkostung, ob sie den jeweiligen Teilnehmer in ihr Team aufnehmen möchten. Entschied sich mehr als ein Juror für einen Kandidaten, so durfte dieser ein Team wählen.
| Nr. | Kandidat  | Juroren              | Juroren          | Juroren               | Juroren                 | Entscheidung  |
| Nr. | Kandidat  | Frank Rosin          | Cornelia Poletto | Roland Trettl         | Alexander Herrmann      | Entscheidung  |
| --- | --------- | -------------------- | ---------------- | --------------------- | ----------------------- | ------------- |
| 1   | Catharina | Ja ✔                 | Nein             | Nein                  | Nein                    | Team Rosin    |
| 2   | Kai       | Nein                 | Nein             | Nein                  | Nein                    |               |
| 3   | Gisela    | Nein                 | Nein             | Ja ✔                  | Nein                    | Team Trettl   |
| 4   | Marlene   | Ja                   | Ja               | Nein                  | Ja ✔                    | Team Herrmann |
| 5   | Christian | Ja                   | Ja               | Ja ✔                  | Ja                      | Team Trettl   |
| 6   | Joel      | Nein                 | Ja ✔             | Nein                  | Nein                    | Team Poletto  |
| 7   | Oliver    | Nein                 | Nein             | Nein                  | Nein                    |               |
| 8   | Marc      | Ja ✔                 | Nein             | Nein                  | Nein                    | Team Rosin    |
| 9   | Lisa      | Nein                 | Ja               | Nein                  | Ja ✔                    | Team Herrmann |
| 10  | Ulla      | Ja                   | Ja               | Ja ✔                  | Nein                    | Team Trettl   |
| 11  | Sabine    | Nein                 | Nein             | Nein                  | Nein                    |               |
| 12  | Mario     | Nein                 | Nein             | Nein                  | Nein                    |               |
| 13  | Jonas     | Nein                 | Nein             | Nein                  | Nein                    |               |
| 14  | Marion    | Nein                 | Nein             | Nein                  | Nein                    |               |
| 15  | Moritz    | Nein                 | Nein             | Nein                  | Nein                    |               |
| 16  | Thomas    | Nein                 | Nein             | Nein                  | Ja ✔                    | Team Herrmann |
| 17  | Suri      | Nein                 | Ja ✔             | Nein                  | Nein                    | Team Poletto  |
| 18  | Tarek     | Ja ✔                 | Nein             | Nein                  | Ja                      | Team Rosin    |
| 19  | Karen     | Ja                   | Ja               | Nein                  | Ja ✔                    | Team Herrmann |
| 20  | Chris     | Nein                 | Ja ✔             | Nein                  | Ja                      | Team Poletto  |
| 21  | Francesca | Nein                 | Nein             | Nein                  | Nein                    |               |
| 22  | Michi     | Ja ✔                 | Nein             | Nein                  | Nein                    | Team Rosin    |
| 23  | Lena      | Ja                   | Ja               | Ja ✔                  | Nein                    | Team Trettl   |
| 24  | Nora      | Nein                 | Nein             | Nein                  | Ja ✔                    | Team Herrmann |
| 25  | Luisa     | Nein                 | Ja               | Ja ✔                  | Team Herrmann ist voll. | Team Trettl   |
| 26  | Jeffrey   | Ja ✔                 | Ja               | Team Trettl ist voll. | Team Herrmann ist voll. | Team Rosin    |
| 27  | Denis     | Team Rosin ist voll. | Nein             | Team Trettl ist voll. | Team Herrmann ist voll. |               |
| 28  | Michael   | Team Rosin ist voll. | Ja ✔             | Team Trettl ist voll. | Team Herrmann ist voll. | Team Poletto  |
| 29  | Philip    | Team Rosin ist voll. | Nein             | Team Trettl ist voll. | Team Herrmann ist voll. |               |
| 30  | Nicole    | Team Rosin ist voll. | Nein             | Team Trettl ist voll. | Team Herrmann ist voll. |               |
| 31  | Franziska | Team Rosin ist voll. | Nein             | Team Trettl ist voll. | Team Herrmann ist voll. |               |
| 32  | Andreas   | Team Rosin ist voll. | Nein             | Team Trettl ist voll. | Team Herrmann ist voll. |               |
| 33  | Sergej    | Team Rosin ist voll. | Nein             | Team Trettl ist voll. | Team Herrmann ist voll. |               |
| 34  | Hansjörg  | Team Rosin ist voll. | Ja ✔             | Team Trettl ist voll. | Team Herrmann ist voll. | Team Poletto  |

## Die Teams und Platzierungen im Team
| Platz | Name      | Gesammelte Sterne                                                                 |
| ----- | --------- | --------------------------------------------------------------------------------- |
| 1.    | Michi     | Sternsymbol · Sternsymbol · Sternsymbol · Sternsymbol · Sternsymbol · Sternsymbol |
| 2.    | Marc      | -                                                                                 |
| 3.    | Tarek     | Sternsymbol                                                                       |
| 4.    | Catharina | -                                                                                 |
| 5.    | Jeffrey   | -                                                                                 |

| Platz | Name     | Gesammelte Sterne                                     |
| ----- | -------- | ----------------------------------------------------- |
| 1.    | Joel     | Sternsymbol · Sternsymbol · Sternsymbol · Sternsymbol |
| 2.    | Hansjörg | Sternsymbol                                           |
| 3.    | Michael  | Sternsymbol                                           |
| 4.    | Chris    | -                                                     |
| 5.    | Suri     | -                                                     |

| Platz | Name      | Gesammelte Sterne                                                   |
| ----- | --------- | ------------------------------------------------------------------- |
| 1.    | Christian | Sternsymbol · Sternsymbol                                           |
| 2.    | Luisa     | Sternsymbol · Sternsymbol · Sternsymbol · Sternsymbol · Sternsymbol |
| 3.    | Lena      | Sternsymbol                                                         |
| 4.    | Ulla      | -                                                                   |
| 5.    | Gisela    | -                                                                   |

| Platz | Name    | Gesammelte Sterne                                                                 |
| ----- | ------- | --------------------------------------------------------------------------------- |
| 1.    | Lisa    | Sternsymbol · Sternsymbol · Sternsymbol · Sternsymbol · Sternsymbol · Sternsymbol |
| 2.    | Marlene | -                                                                                 |
| 3.    | Nora    | Sternsymbol                                                                       |
| 4.    | Karen   | -                                                                                 |
| 5.    | Thomas  | -                                                                                 |

## Verlauf der 5. Staffel
Die Auswahl der Kandidaten für die Teams (Casting) wurde in der ersten und zu Beginn der zweiten Episode ausgestrahlt. Ab der zweiten Episode wurden im Team- und Einzelkochen jeweils ein Kandidat eliminiert.
|       |           | Episode 2 18.10.2017                      | Episode 3 25.10.2017                                        | Episode 4 01.11.2017                      | Episode 5 08.11.2017                      | Episode 6 15.11.2017                      | Episode 7 22.11.2017                      | Halbfinale 29.11.2017                     | Finale 06.12.2017                         |
| ----- | --------- | ----------------------------------------- | ----------------------------------------------------------- | ----------------------------------------- | ----------------------------------------- | ----------------------------------------- | ----------------------------------------- | ----------------------------------------- | ----------------------------------------- |
|       | Gastjuror | Maria Groß                                | Hans Neuner                                                 | Tohru Nakamura                            | Juan Amador                               | Heiko Antoniewicz                         | Bobby Bräuer                              | Christian Lohse                           | Sven Elverfeld Silvio Nickol              |
|       | Thema     | Familienküche                             | Fish & Friends                                              | Weltweit                                  | Texturen                                  | Kreativität                               | Klassiker                                 | Coaches, Gastjuror und Moderatorin        | Aromakombinationen                        |
| Platz | Koch      | Status der Kandidaten am Ende der Episode | Status der Kandidaten am Ende der Episode                   | Status der Kandidaten am Ende der Episode | Status der Kandidaten am Ende der Episode | Status der Kandidaten am Ende der Episode | Status der Kandidaten am Ende der Episode | Status der Kandidaten am Ende der Episode | Status der Kandidaten am Ende der Episode |
| 1.    | Lisa      | Favorit (1 goldener Stern)                | Weiter                                                      | Immun (1 goldener Stern)                  | Favorit (2 goldene Sterne)                | Favorit (2 goldene Sterne)                | Weiter                                    | Weiter (Entscheidungskochen)              | Gewinner (4 goldene Sterne)               |
| 2.    | Joel      | Favorit (1 goldener Stern)                | Immun (1 roter Stern)                                       | Weiter                                    | Favorit (1 goldener Stern)                | Weiter                                    | Weiter (Entscheidungskochen)              | Favorit (2 goldene Sterne)                | 2. Platz                                  |
| 3.    | Christian | Immun                                     | Weiter                                                      | Weiter                                    | Favorit (1 goldener Stern)                | Favorit (1 goldener Stern)                | Weiter (Entscheidungskochen)              | Weiter (Entscheidungskochen)              | Ausgeschieden (2. Phase)                  |
| 4.    | Hansjörg  | Weiter                                    | Weiter (Entscheidungskochen) (1 goldener und 1 roter Stern) | Weiter (Entscheidungskochen)              | Weiter                                    | Immun (1 roter Stern)                     | Weiter (Entscheidungskochen)              | Weiter (Entscheidungskochen)              | Ausgeschieden (2. Phase)                  |
| 5.    | Luisa     | Favorit (1 goldener Stern)                | Weiter                                                      | Favorit (2 goldene Sterne)                | Weiter                                    | Weiter                                    | Immun                                     | Favorit (2 goldene Sterne)                | Ausgeschieden                             |
| 6.    | Michi     | Weiter                                    | Favorit (2 goldene Sterne)                                  | Weiter                                    | Weiter                                    | Favorit (1 goldener Stern)                | Favorit (3 goldene Sterne)                | Immun                                     | Ausgeschieden                             |
| 7.    | Michael   | Weiter                                    | Weiter                                                      | Weiter                                    | Immun (1 roter Stern)                     | Weiter (Entscheidungskochen)              | Favorit (1 goldener Stern)                | Ausgeschieden                             |                                           |
| 8.    | Lena      | Weiter                                    | Weiter                                                      | Favorit (1 goldener Stern)                | Weiter                                    | Weiter                                    | Weiter                                    | Ausgeschieden                             |                                           |
| 9.    | Marlene   | Weiter                                    | Weiter                                                      | Weiter (Entscheidungskochen)              | Weiter                                    | Weiter (Entscheidungskochen)              | Ausgeschieden                             |                                           |                                           |
| 10.   | Marc      | Weiter                                    | Weiter (Entscheidungskochen)                                | Weiter                                    | Weiter                                    | Weiter                                    | Ausgeschieden                             |                                           |                                           |
| 11.   | Nora      | Favorit (1 goldener Stern)                | Weiter                                                      | Weiter                                    | Weiter (Entscheidungskochen)              | Ausgeschieden                             |                                           |                                           |                                           |
| 12.   | Tarek     | Weiter                                    | Favorit (1 goldener Stern)                                  | Weiter                                    | Weiter (Entscheidungskochen)              | Ausgeschieden                             |                                           |                                           |                                           |
| 13.   | Catharina | Weiter (trotz rotem Stern)                | Weiter                                                      | Weiter (Entscheidungskochen)              | Ausgeschieden                             |                                           |                                           |                                           |                                           |
| 14.   | Karen     | Weiter                                    | Weiter                                                      | Weiter                                    | Ausgeschieden                             |                                           |                                           |                                           |                                           |
| 15.   | Ulla      | Weiter                                    | Weiter                                                      | Ausgeschieden                             |                                           |                                           |                                           |                                           |                                           |
| 16.   | Gisela    | Weiter                                    | Weiter                                                      | Ausgeschieden                             |                                           |                                           |                                           |                                           |                                           |
| 17.   | Chris     | Weiter                                    | Ausgeschieden                                               |                                           |                                           |                                           |                                           |                                           |                                           |
| 18.   | Thomas    | Weiter                                    | Ausgeschieden                                               |                                           |                                           |                                           |                                           |                                           |                                           |
| 19.   | Jeffrey   | Ausgeschieden (durch drei rote Sterne)    |                                                             |                                           |                                           |                                           |                                           |                                           |                                           |
| 20.   | Suri      | Ausgeschieden                             |                                                             |                                           |                                           |                                           |                                           |                                           |                                           |

Legende
| Element                      | Bedeutung |
| ---------------------------- | --- |
| Weiter                       | Ohne goldenen oder roten Stern weiter gekommen.                                                                             |
| Weiter (Entscheidungskochen) | In der 2. Phase eines der schlechtesten Gerichte gekocht (rote/r Stern/e), aber im Entscheidungskochen nicht ausgeschieden. |
| Favorit                      | In der 2. Phase eines der besten Gerichte gekocht.                                                                          |
| Immun                        | In der 1. Phase bestes Gericht gekocht und somit sicher in der nächsten Show.                                               |
| Ausgeschieden                | Im Entscheidungskochen das schwächste Gericht gekocht.                                                                      |
| Ausgeschieden                | In der 1. Phase vom Coach eliminiert.                                                                                       |

## Einschaltquoten
| Folge               | Datum               | Zuschauer | Zuschauer     | Marktanteil | Marktanteil   | Quelle |
| Folge               | Datum               | Gesamt    | 14 – 49 Jahre | Gesamt      | 14 – 49 Jahre | Quelle |
| ------------------- | ------------------- | --------- | ------------- | ----------- | ------------- | ------ |
| 1                   | 11. Okt. 2017       | 1,43 Mio. | 0,82 Mio.     | 5,6 %       | 9,2 %         | [ 2 ]  |
| 2                   | 18. Okt. 2017       | 1,20 Mio. | -             | 4,6 %       | 7,1 %         | [ 3 ]  |
| 3                   | 25. Okt. 2017       | 1,18 Mio. | -             | 4,1 %       | 7,0 %         | [ 4 ]  |
| 4                   | 1. Nov. 2017        | 1,55 Mio. | 0,94 Mio.     | 5,5 %       | 9,9 %         | [ 5 ]  |
| 5                   | 8. Nov. 2017        | 1,63 Mio. | 0,95 Mio.     | 6,1 %       | 11,0 %        | [ 6 ]  |
| 6                   | 15. Nov. 2017       | 1,48 Mio. | 0,82 Mio.     | 5,6 %       | 9,2 %         | [ 7 ]  |
| 7                   | 22. Nov. 2017       | 1,36 Mio. | 0,76 Mio.     | 4,9 %       | 8,4 %         | [ 8 ]  |
| 8                   | 29. Nov. 2017       | 1,62 Mio. | 0,92 Mio.     | 6,1 %       | 10,4 %        | [ 9 ]  |
| 9                   | 6. Dez. 2017        | 1,64 Mio. | 0,94 Mio.     | 6,4 %       | 11,0 %        | [ 10 ] |
| Staffeldurchschnitt | Staffeldurchschnitt | 1,47 Mio. | 0,84 Mio.     | 5,5 %       | 9,3 %         | [ 11 ] |